# Léon Dupont
Léon Dupont, född 18 maj 1881, död 4 oktober 1956, var en friidrottare från Belgien. Han deltog vid olympiska sommarspelen 1908.